# الانتفاضة العراقية (1952)
كانت الانتفاضة العراقية سلسلة من الإضرابات الوطنية والاحتجاجات العنيفة ضد الملكية الهاشمية الحاكمة والمعاهدة الإنجليزية العراقية. إنها مستوحاة من الثورة المصرية التي وقعت في نفس العام وتوطين رئيس وزراء إيران محمد مصدق للنفط. لقد أراد الثوار إجبار فيصل الثاني على التنازل، وتحويل الدولة إلى جمهورية، وتأكيد استقلال العراق التام عن بريطانيا من خلال السيطرة على شؤونها الخارجية.
أضرب عمال الموانئ في البصرة في 23 أغسطس 1952. وتبعهم الطلاب في كلية الصيدلة العراقية في 26 أكتوبر. لعب الحزب الشيوعي العراقي، الذي كان وراء أعمال الشغب عام 1948، دورًا رئيسيًا في الاضطرابات. ومع أن المتظاهرين كانوا معارضين بشدة للنظام الملكي، إلا أنهم كانوا ميالين إلى الجيش، وهو رمز للوحدة الوطنية واستقلال العراق. لقد استبدل الأمير عبد الإله، الوصي وعم فيصل الثاني، مصطفى محمود العمري باللواء نور الدين محمود في 23 نوفمبر، لكنه لم يقدم أي تنازلات للمتظاهرين. أدان المتظاهرون محمود وطالبوا باستقالته لصالح عضو الحزب الوطني كامل الجادرجي، الذي شغل لفترة قصيرة منصب وزير الاقتصاد في عهد بكر صدقي بعد ثورة 1936. قمع محمود الانتفاضة وأصدر الأحكام العرفية وحظر التجول وإغلاق الأحزاب السياسية والصحف واحتجاز المحتجين البارزين. في عام 1953، تم انتخاب جميل المدفعي، وهو سياسي مدني ضعيف، لخلافة محمود. في شهر مايو، صار فيصل الثاني بالغًا وتولى دور الملك ومسؤولياته. في عام 1958، أطاح ضباط الجيش بالملكية في انقلاب، وقتلوا العائلة المالكة.